# ウルトラ千一夜大冒険!走れアリババ
『ウルトラ千一夜大冒険!走れアリババ』は、一部テレビ朝日系列局で放送された名古屋テレビ製作の子供向けの人形劇。テレビ朝日では1978年4月2日から同年9月24日まで、毎週日曜 9:30 - 10:00 (JST) に放送。

## 概要
前年からTBS系列局で放送されていた『飛べ!孫悟空』の人気に便乗して登場した番組で、同作品と同様に声を担当するタレントのそっくり人形が織りなす、『千夜一夜物語』の物語を現代版にギャグとして「テレビ悩み相談室」「クイズ番組」「歌謡番組」も飛び出してくるコメディー・バラエティーである。『宇宙戦艦ヤマト』など、一部のアニメのパロディもあった。せんだみつおのアリババと湯原昌幸が扮する盗賊の首領が財宝を巡って追いつ追われつの争奪戦を展開する。

## 声の出演者
- せんだみつお（アリババ）
- 湯原昌幸（盗賊の首領）
- 笑福亭鶴光（魔法使い）
- 清水由貴子（アリババの召使いモルギアナ）
- 西城秀樹（王子）

## 主題歌
- 曲名：走れアリババ
- 作詞：奥山コーシン
- 作曲：信楽順三
- 歌：せんだみつお

## 放映リスト
| 話数 | 関東の放映日  | ゲスト声優                       |
| ---- | ------------- | -------------------------------- |
| 1    | 1978年 4月2日 |                                  |
| 2    | 4月9日        | 横山やすし（アリババの兄カシム） |
| 3    | 4月16日       |                                  |
| 4    | 4月23日       | 片平なぎさ                       |
| 5    | 4月30日       | ガッツ石松（ランプの魔法使い）   |
| 6    | 5月7日        | 片平なぎさ                       |
| 7    | 5月14日       | 泉ピン子                         |
| 8    | 5月21日       | 片平なぎさ                       |
| 9    | 5月28日       | 片平なぎさ                       |
| 10   | 6月4日        | 熊倉一雄、藤田淑子               |
| 11   | 6月11日       | 桂小益（現・9代目桂文楽）        |
| 12   | 6月18日       | 片平なぎさ                       |
| 13   | 6月25日       | 毒蝮三太夫、藤田淑子             |
| 14   | 7月2日        | 井上真樹夫                       |
| 15   | 7月9日        | 富田耕生                         |
| 16   | 7月16日       | 潘恵子                           |
| 17   | 7月23日       | 加藤修（現・加藤治）             |
| 18   | 7月30日       | 加藤修（現・加藤治）             |
| 19   | 8月6日        | 田の中勇                         |
| 20   | 8月13日       | 緒方賢一                         |
| 21   | 8月20日       | 矢田耕司                         |
| 22   | 8月27日       |                                  |
| 23   | 9月3日        | 川崎麻世                         |
| 24   | 9月10日       | 榊原郁恵、小松方正               |
| 25   | 9月17日       | 片平なぎさ                       |
| 26   | 9月24日       | 片平なぎさ                       |

## 放送局
- 名古屋放送
- テレビ朝日：日曜 9:30 - 10:00
- 静岡県民テレビ：日曜10:00 - 10:30
- 九州朝日放送